# Christian Bruhn

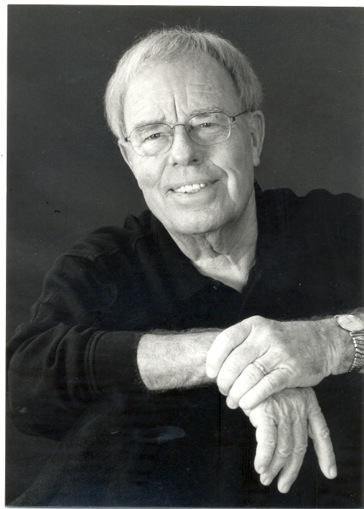
Christian Bruhn (2005)

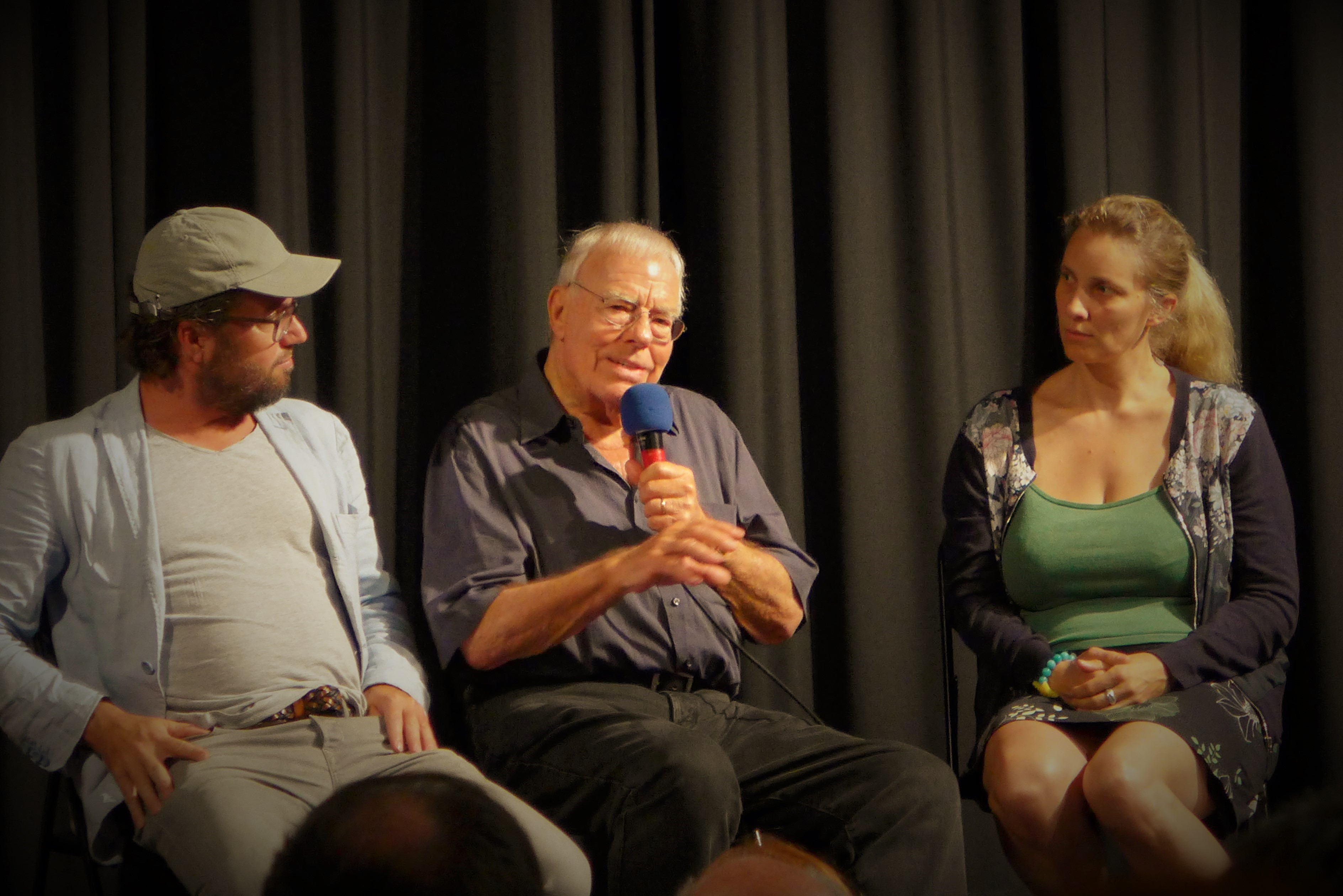
Christian Bruhn mit Marie Reich und Constantin Ried bei der Vorstellung des Dokumentarfilms Meine Welt ist die Musik – Der Komponist Christian Bruhn, 2018

Hans Christian Bruhn (* 17. Oktober 1934 in Wentorf bei Hamburg) ist einer der erfolgreichsten deutschen Komponisten und Musikproduzenten der Schlagerbranche in der Nachkriegszeit. Darüber hinaus ist er für zahlreiche Film- und Fernsehmusikkompositionen verantwortlich. Er arbeitete zumeist mit den Textdichtern Georg Buschor, Günter Loose und Hans Bradtke zusammen.

## Leben
Christian Bruhn wurde als erstes Kind des Kaufmanns und Verlegers Max Bruhn (1895–1967) und dessen Frau Martha, geb. Witt, in Wentorf geboren. Erste Kompositionsversuche machte Bruhn bereits im Alter von vier Jahren am Klavier. Als Fünfjähriger hatte er Klavierunterricht bei der Mutter. Den Zweiten Weltkrieg verbrachte Bruhn mit seiner Schwester und seiner Mutter zwischen 1940 und 1945 in Kärnten (Österreich), wo ihn musikalische Eindrücke der österreichischen Volksmusik prägten.
Zurück in Hamburg nahm er weiteren Unterricht in Klavier, Harmonielehre und Kontrapunkt bei Hans Bittner und später bei Irma Homquist. Er machte die Mittlere Reife sowie eine Lehre als Maler, studierte bis 1955 Komposition bei Ernst Gernot Klussmann und Klarinette bei Gräfe an der Musikhochschule und spielte dann als Berufs-Pianist in verschiedenen Jazz-Combos.
Während seines Studiums erhielt er 1953 von Filmproduzent Werner Grassmann den ersten Auftrag für die Filmmusik zum Kurzfilm Ware unterwegs. Im Jahre 1956 heiratete er in München Christa Mollweide, die ihm eine Anstellung als Tonassistent im Tonstudio der Schallplattenfirma Spezial Record verschaffte. Später arbeitete er dort als freier Arrangeur und Produzent. Mit ihrem Billig-Label „Tempo“-Schallplatten hatte sich die Firma auf so genannte „Nachzieher“ spezialisiert, also preiswertere Zweitversionen der gerade aktuellen Hits. Hier traf Bruhn auf den Textdichter Georg Buschor. Als Sängerin tauchte 1959 bei Tempo Charlotte Marian auf, die 1962 Bruhns zweite Ehefrau wurde. Bei Tempo erlernte Bruhn die praktischen Voraussetzungen für seinen späteren Hauptberuf als Schlager-, Film- und Fernsehkomponist und Musikproduzent. Im November 1959 traf er beim ersten Deutschen Schlager-Festival (veranstaltet von Radio Luxemburg) in Wiesbaden den Berliner Verleger Peter Meisel, mit dem er später die erfolgreiche, unabhängige Produzentenfirma, den Musikverlag und das Plattenlabel Hansa Musik Produktion gründete. Bruhn hat fast alle seine Schallplattentitel (und alle seine Fernseh-Musiken) selbst instrumentiert; bei den wenigen Ausnahmen übernahm man seine Demo-Arrangements.

### Die 1960er Jahre

Label der Single Zwei kleine Italiener von Conny Froboess, 1962

Die Zusammenarbeit mit Georg Buschor verbuchte mit dem ersten Hit Midi-Midinette, veröffentlicht im Juli 1960 mit Conny Froboess und einem Rang 4 in den deutschen Charts, einen frühen Erfolg – zumal Conny seit einem Jahr keinen Top-10-Hit mehr erzielt hatte. Dieses Liebeslied auf ein Pariser Mädchen, das so schön ist wie die Stadt an der Seine, sang Conny mit ihrer unbekümmerten, jugendlichen Stimme. Mit ihr und dem Titel Zwei kleine Italiener (Text: Georg Buschor) gewann Bruhn am 17. Februar 1962 auch die Deutschen Schlagerfestspiele. Der am 28. November 1961 im Electrola-Studio in Köln aufgenommene Titel platzierte sich auch auf Rang 6 beim Grand Prix d’Eurovision. Während die veröffentlichte Single in Deutschland bis Dezember 1962 über 500.000 Exemplare verkaufte, gingen europaweit insgesamt 1.225.000 Singles über die Ladentheke.
Anfang der 1960er Jahre war Christian Bruhn auch als Sänger erfolgreich: als Charly Cotton mit seinen Twist-Makers.

Label der Single Liebeskummer lohnt sich nicht von Siw Malmkvist, 1964

Ein weiteres Mal konnte das Autorenteam Bruhn/Buschor den ersten Platz der Deutschen Schlager-Festspiele am 13. Juli 1964 erringen. Für die Schwedin Siw Malmkvist verfassten sie Liebeskummer lohnt sich nicht, das nach seiner Veröffentlichung im Juni 1964 ebenfalls Millionenseller-Status erlangen konnte. Bereits nach 14 Tagen waren 100.000 Stück umgesetzt, 880.000 bis Mitte 1965, und die Million wurde Ende 1965 überschritten. Die Tonträgerfirma Metronome wollte allerdings nur eine „Dreiviertel Goldene“ für 750.000 verkaufte Exemplare verleihen.

Label der Single Marmor, Stein und Eisen bricht von Drafi Deutscher, 1965

Bruhn und Meisel entdeckten im Jahre 1963 bei einem Talentwettbewerb den vielseitigen Drafi Deutscher mit seiner Band Magics. Nachdem Drafi bei Decca einen Plattenvertrag erhalten hatte, schrieb Bruhn für ihn die deutschsprachigen Titel Teeny / Shu Bi Du Bi Du The Slop (November 1963), die mit 80.000 Exemplaren bis auf Rang 26 der deutschen Hitparade vordrang. Es folgten die Singles Shake Hands (Rang 16), komponiert von Bruhns Freund Heino Gaze, Keep Smiling / Es war einmal (Oktober 1964; Rang 7) und Cinderella Baby / Es ist besser, du gehst (Dezember 1964; Rang 3), bis auf Shake Hands allesamt aus der Kooperation Bruhn/Buschor/Loose. Noch erfolgreicher war er mit dem Millionenseller Marmor, Stein und Eisen bricht, der einer der populärsten deutschen Schlager überhaupt wurde und als Evergreen gefeiert werden sollte. Er entstand aus der Zusammenarbeit zwischen Bruhn, Loose und Deutscher. Letzterer lieferte die Grundidee der ersten Takte und arbeitete am Text mit. Der Song mit dem prägnanten Gitarrenriff wurde im Oktober 1965 veröffentlicht und verkaufte bis April 1966 800.000 Exemplare in Deutschland. Weltweit wurde er – auch durch die englischsprachige Version Marble Breaks And Iron Bends – zum Millionenseller. Bruhn/Loose schrieben danach Nimm mich so wie ich bin / Ich geh’ durchs Feuer für Dich (April 1966, Rang 7). Sieht man von Drafi Deutschers Coverversionen ab, stammen alle übrigen 14 Musikkompositionen für Single-Platten bis 1969 aus der Feder von Bruhn. Insgesamt fungierte Bruhn als Komponist und/oder Produzent bei mindestens 30 Deutscher-Titeln.
Manuela wurde von Peter Meisel 1962 im Berliner Teenagerlokal „Ufer-Eck“ entdeckt. Für sie verfasste Bruhn die Melodien zur Single Hula-Serenade / Candy (Bruhn/Buschor), die nach Veröffentlichung im Dezember 1962 lediglich 6000 Exemplare umsetzte. Als 1963 mit den Tahiti-Tamourés (mit Charlotte Marian, Bruhns damaliger Ehefrau) die erste deutsche Mädchengruppe entstand, waren Bruhn und Peter Meisel deren Produzenten. Das bisherige Duo wurde um Manuela erweitert und verbuchte mit Wini-Wini als Trio einen einzigen, allerdings sehr erfolgreichen Hit, an welchem Bruhn nur als Arrangeur/Produzent beteiligt war. Manuela, für deren Coverversion Schuld war nur der Bossa Nova (Umsatz: 3 Millionen) lediglich ein deutscher Text von Buschor und Musikproduzent Bruhn notwendig waren, übernahm nunmehr nach dem kurzen Intermezzo in der Mädchentruppe als Solistin die Bruhn-Titel Ich geh’ noch zur Schule (September 1963, Rang 4) und Küsse unterm Regenbogen (Mai 1965, Rang 7) mit einem Text von Hans Bradtke. Insgesamt komponierte und/oder produzierte Bruhn mindestens 16 Titel für Manuela.
Für den westernorientierten Peter Hinnen komponierte Bruhn den erfolgreichen Titel Siebentausend Rinder, veröffentlicht im Mai 1963.
Im Dezember 1965 entstand für Marion Maerz der Song Er ist wieder da mit fortepiano-(Wechsel von laut auf leise) und prägnanter Bassfigur. Davon wurden über 500.000 Exemplare abgesetzt. Im August 1968 veröffentlicht Dorthe Kollo das humorvolle Wärst du doch in Düsseldorf geblieben, mit einem Rang 10 der deutschen Hitparade der zweitbeste Erfolg der dänischen Sängerin.

### Die 1970er Jahre

Label der LP Das ist Katja Ebstein, 1970

Mit dem dritten Rang von Katja Ebsteins Titel Wunder gibt es immer wieder beim Eurovision Song Contest 1970 gelang ein großer internationaler Erfolg, Bruhn dirigierte in Amsterdam das Orchester selbst. Gleich mit ihrer ersten Single kam für Katja Ebstein damit der internationale Durchbruch. 1972 wurde sie seine dritte Ehefrau. Bruhn vertonte für sie im Jahre 1975 den nuancenreich produzierten Heine-Zyklus. Uraufführung gemeinsam mit der Heinrich-Heine-Gesellschaft in Düsseldorf. Als Produzent und/oder Komponist war Bruhn an über 100 Musiktiteln für Katja Ebstein beteiligt. Im April 1969 erreichte die französische Sängerin Mireille Mathieu mit Hinter den Kulissen von Paris ihren ersten deutschen Top-5-Hit, produziert und komponiert von Bruhn. Es folgte eine Reihe von sehr kommerziellen Titeln, die Mathieu bekannt machten und ihr Image prägten. Im September 1971 kulminierte die Hitserie mit dem von Bruhn produzierten und komponierten Akropolis Adieu, das eine Goldene Schallplatte für mehr als eine Million Plattenumsatz einbrachte. Das gelang erneut im Oktober 1973 mit dem Nummer-eins-Hit La Paloma Ade. Insgesamt komponierte Bruhn für sie rund 100 Titel.
Michael Kunze produzierte einige Titel von und mit Bruhn, darunter eine Peter-Maffay-LP, die den Titel Du bist anders enthielt. Roberto Blanco verdankt seinen Stimmungshit Ein bißchen Spaß muß sein vom Dezember 1972 dem Team Bruhn/Loose; er ist eine Koproduktion mit Ralph Siegel. Auch für Michael Schanze komponierte und produzierte er ab 1968, verstärkt ab 1972, insgesamt zwölf Titel, von denen jedoch nur Oh wie wohl ist mir im Oktober 1972 die Charts erreichen konnte.
In den 1970er Jahren wurde dann das Volksmusik-Duo Gitti und Erika Goetz entdeckt und von Bruhn produziert, vom Titel Heidi wurden ab Dezember 1977 in Deutschland 500.000 und wahrscheinlich (inklusive Cover-Versionen) 40 Millionen Exemplare weltweit umgesetzt. Heidi war der Titelsong der deutschen Synchronfassung einer im Jahre 1974 gestarteten japanischen TV-Anime-Serie um die Abenteuer des Waisenkindes Heidi. Einen weiteren Erfolg hatte das Duo mit dem Kapellen-Hit Aus Böhmen kommt die Musik, den Bruhn zunächst Peter Alexander anbot, welcher sich aber erst viel später zu einer Coverversion entschließen konnte. Im Jahre 1976 ging Bruhn mit Erika Goetz seine vierte Ehe ein, die 2001 – kurz nach der silbernen Hochzeit – mit 11 Millionen DM Abfindung geschieden wurde. Er heiratete 2002 die Ärztin Irene Link.

### Die 1980er Jahre und danach
Im Jahre 1981 wurde Bruhn Mitglied im Aufsichtsrat der GEMA. Von 1991 bis 2009 war Bruhn ihr Aufsichtsratsvorsitzender. Außerdem ist Bruhn seit 2002 Honorarprofessor der Hochschule für Musik Nürnberg/Augsburg und war bis 2007 Präsident der CISAC (Dachorganisation der Urheberrechtsgesellschaften).
Von 1970 bis 1985 komponierte Bruhn auch Werbejingles, z. B. Strahlerküsse schmecken besser, Strahlerküsse schmecken gut (Strahler 70), Shamtu Shampoo bringt Spannkraft ins Haar (1978) oder das von Vicky Leandros gesungene Schmusewolle – das macht Perwoll aus Wolle (1974). Langjährige Jingle-Hits sind insbesondere Milka, die zarteste Versuchung, seit es Schokolade gibt – gesungen von Erika Bruhn – sowie Wir geben Ihrer Zukunft ein Zuhause – LBS.
In den 1980er und 1990er Jahren nahm die Hitproduktivität Bruhns deutlich ab, während er vermehrt für Fernsehserien komponierte. 2010 sprach Schauspieler Mario Adorf Lyrik von Claire Din zur Musik von Bruhn, der sich dabei zeitgenössischer Semiklassik bediente.
Seit 2012 arbeitet Christian Bruhn mit dem Berliner Entertainer Donato Plögert zusammen, für den er die Alben Dufte (2013), Schnauze mit Schuss (2016), das Doppelalbum Banane (2018) und das Doppelalbum Immer Lächeln (2022) produzierte.
Am 10. Januar 2019 startete Marie Reichs Dokumentarfilm über Christian Bruhn Meine Welt ist die Musik – Der Komponist Christian Bruhn in den deutschen Kinos.
Christian Bruhn lebt seit 1956 in München.

## Statistik
Bruhn komponierte für beinahe alle bekannten deutschen Schlagerkünstler. Er veröffentlichte insgesamt etwa 2000 Lieder (die GEMA verzeichnet über 2500 Werkanmeldungen), schrieb die Musik für mehr als 100 Radio- und TV-Werbespots (unter anderem Milka, McDonald’s und LBS) und ist für mindestens acht Millionenseller verantwortlich. Die erste goldene Schallplatte erhielt Bruhn für den Titel Zwei kleine Italiener. Es folgten Drafi Deutschers Hits; zwei goldene Schallplatten brachte ihm Mireille Mathieu ein. Danach wurde der Erfolg der Titelmelodie Heidi vergoldet; auch die Gitti-&-Erika-LP Aus Böhmen kommt die Musik (1978) wurde mit Gold belohnt.

## Werke (Auswahl)

### Schlager
- 1960 – Midi-Midinette ... (für Conny Froboess) ... Text: Georg Buschor
- 1961 – Tanz mit mir ...... (für Peter Alexander) .... Text: G. Buschor
- 1961 – Der Liebestraum als Twist ... CB selbst als „Charly Cotton und seine Twist-Makers“
- 1962 – Gartenzwerg-Marsch (Adelheid, Adelheid) ... (für Billy Sanders) ... Text: Hans Bradtke
- 1962 – Siebentausend Rinder ...... (für Peter Hinnen) .......... Text: Ulrich Blecher
- 1962 – Zwei kleine Italiener .......... (für Conny Froboess) ..... Text: G. Buschor
- 1963 – Drei Musketiere ................. (für Conny Froboess) ..... Text: G. Buschor
- 1963 – Ich geh noch zur Schule .... (für Manuela) ................. Text: Günther Loose
- 1963 – Kleine Peggy-Lolu ............. (für Drafi Deutscher) ....... Text: G. Loose
- 1963 – Mitsou ............................... (für Jacqueline Boyer) ..... Text: G. Buschor
- 1963 – Shu bi du bi do the Slop ... (für Drafi Deutscher) ........ Text: G. Loose
- 1963 – Teeny ................................ (für Drafi Deutscher) ....... Text: G. Buschor
- 1964 – Cinderella Baby ................ (für Drafi Deutscher) ........ Text: G. Loose
- 1964 – Come on, let´s go ............. (für Drafi Deutscher) ........ Text: G. Loose
- 1964 – Ich wünsch mir zum Geburtstag einen Beatle ... (für Sweetles) ... Text: H. Bradtke
- 1964 – Keep smiling ............................... (für Drafi Deutscher) . Text: G. Loose
- 1964 – Liebeskummer lohnt sich nicht ... (für Siw Malmkvist) ... Text: G. Buschor
- 1964 – Schneemann .............................. (für Manuela) ............ Text: G. Buschor
- 1965 – Das fünfte Rad am Wagen ......... (für Siw Malmkvist) ... Text: H. Bradtke
- 1965 – Das sind die einsamen Jahre ....... (für Drafi Deutscher) .. Text: Michael Holm
- 1965 – Denn da waren wir beide noch Kinder ... (für Drafi Deutscher) ... Text: G. Buschor
- 1965 – Eine Rose blüht in Colorado .................. (für Peter Hinnen) .. Text: G. Buschor
- 1965 – Er ist wieder da .......................... (für Marion Maerz) ....... Text: G. Loose
- 1965 – Hast du alles vergessen ............. (für Drafi Deutscher) ... Text: G. Loose
- 1965 – Ich mach mir Sorgen um dich  ..... (für Mal Sandock) ....... Text: G. Buschor
- 1965 – Ich will frei sein ....................... (für Drafi Deutscher) ... Text: G. Buschor
- 1965 – Küsse nie nach Mitternacht .... (für Siw Malmkvist) ..... Text: G. Buschor
- 1965 – Küsse unterm Regenbogen .... (für Manuela) .............. Text: H. Bradtke
- 1965 – Love and Kisses ..................... (für Manuela) .............. Text: G. Buschor
- 1965 – Marmor, Stein und Eisen bricht ... (für Drafi Deutscher) ... Text: G. Loose
- 1966 – Die goldene Zeit .... (für Manuela und Drafi Deutscher) ... Text: G. Buschor
- 1966 – Dumme sterben niemals aus ..... (für Manuela) ..... Text: G. Buschor
- 1966 – Es ist zum weinen  ...................... (für Manuela) ..... Text: G. Buschor
- 1966 – Hello little Girl .................. (für Drafi Deutscher) ..... Text: G. Loose
- 1966 – Honey Bee ...................... (für Drafi Deutscher) ..... Text: G. Loose
- 1966 – Ich geh durch´s Feuer für dich  ..... (für Drafi Deutscher) ... Text: G. Buschor
- 1966 – Irgendjemand liebt auch Dich ...... (für Roy Black) ............ Text: M. Holm
- 1966 – Lord Leicester aus Manchester ... (für Manuela) ............... Text: G. Buschor
- 1966 – Marble breaks and Iron bends ..... (für Drafi Deutscher) ... Text: Deutscher / Loose
- 1966 – Nimm mich so wie ich bin ............ (für Drafi Deutscher) .... Text: G. Loose
- 1966 – Take it easy ................................. (für Drafi Deutscher) .... Text: G. Loose
- 1966 – Welche Farbe hat die Welt .......... (für Drafi Deutscher) .... Text: Drafi Deutscher
- 1966 – Winter in Canada ........................ (für Elisa Gabbai) ......... Text: G. Buschor
- 1967 – Auch der schönste Tag geht mal zu Ende ... (für Caterina Valente) .. Text: G. Buschor
- 1967 – Keine Liebe ohne Tränen ............. (für Connie Francis) ...... Text: Fini Busch
- 1967 – Monsieur Dupont .......................... (für Manuela) ................ Text: G. Buschor
- 1967 – Old old Germany .......................... (für Drafi Deutscher) ..... Text: G. Buschor
- 1967 – Sweet Dreams for you my Love ... (für Drafi Deutscher) ..... Text: G. Loose
- 1968 – Der Hauptmann von Köpenick ..... (für Drafi Deutscher) ..... Text: G. Buschor
- 1968 – Flower-Power-Kleid ...................... (für Wencke Myhre) ...... Text: G. Buschor
- 1968 – 99,9 Prozent ................................. (für Graham Bonney) .... Text: G. Loose
- 1968 – Bene bene bene ........................... (für Rita Pavone) ........... Text: G. Buschor
- 1968 – Der Computer Nr. 3 ...................... (für France Gall) .............Text: G. Buschor
- 1968 – Rock n Roll Lady .......................... (für Drafi Deutscher) ...... Text: G. Buschor
- 1968 – Sie schaut mich immer wieder an ... (für Peter Orloff) .......... Text: G. Loose
- 1968 – Wärst du doch in Düsseldorf geblieben ... (für Dorthe Kollo) ... Text: G. Buschor
- 1968 – Zwei fremde Augen ........................ (für Drafi Deutscher) .... Text: G. Buschor
- 1969 – Alle Abenteuer dieser Erde ............ (für Freddy Quinn) ....... Text: G. Buschor
- 1969 – Ein bisschen Goethe, ein bißchen Bonaparte ... (für France Gall) ... Text: H. Bradtke
- Hinter den Kulissen von Paris (für Mireille Mathieu), 1969, Text: G. Buschor
- Man muß auch mal vergessen können (für Drafi Deutscher), 1969 Text: G. Loose
- Superboy (für Gaby Berger), 1969, Text: G. Loose
- Warum gehst du fort (für Drafi Deutscher), 1969 Text: G. Loose
- An einem Sonntag in Avignon (für Mireille Mathieu), 1970, Text: G. Buschor
- Angelico (für Peter Maffay), 1970, Text: M. Kunze
- Catalina (für Peter Maffay), 1970, Text: M. Kunze
- Du bist anders (für Peter Maffay), 1970, Text: Michael Kunze
- Du brauchst einen der dich liebt (für Peter Maffay), 1970, Text: M. Kunze
- Es geht mir gut, Cheri (für Mireille Mathieu), 1970, Text: G. Buschor
- Für das Mädchen das ich liebe (für Peter Maffay), 1970, Text: M. Kunze
- Guitar Boy (für Peter Maffay), 1970, Text: M. Kunze
- Hey Little Lady (für Graham Bonney), 1970, (Bruhn/Bonney/Blum)
- Ich war nie ein Sunnyboy (für Peter Maffay), 1970, Text: M. Kunze
- Lazy Daisy (für Peter Maffay), 1970, Text: M. Kunze / P. Moesser
- Manolito (für Gaby Berger), 1970, Text: G. Buschor
- Meine Welt ist die Musik (für Mireille Mathieu), 1970, Text: Georg Buschor
- Wunder gibt es immer wieder (für Katja Ebstein), 1970, Text: Günther Loose
- Und wenn ein neuer Tag erwacht (für Katja Ebstein), 1970, Text: Günther Loose
- Akropolis adieu (für Mireille Mathieu), 1971, Text: G. Buschor
- Das alles liebe ich an dir (für Peter Maffay), 1971, Text: Kunze
- Das sind zwei linke Schuh (für Joe Dassin), 1971, Text: Hans Bradtke
- Ganz Paris ist ein Theater (für Mireille Mathieu), 1971, Text: Buschor
- Ich geb dich nicht auf (für Peter Maffay), 1971, Text: Kunze
- Ich hab nur dich (für Peter Maffay), 1971, Text: Kunze / Maffay
- Jeder hat dich gern, einer hat dich lieb (für Peter Orloff), 1971, Text: Peter Orloff
- Meine Maschine (für Peter Maffay), 1971, Text: M. Kunze
- Pariser Tango (für Mireille Mathieu), 1971, Text: Georg Buschor
- Teenage Star (für Peter Maffay), 1971, Text: M. Kunze
- Ein bisschen Spaß muss sein (für Roberto Blanco), 1972, Text: Günther Loose
- Der Stern von Mykonos (für Katja Ebstein), Text: Georg Buschor, 1973
- Ein Indiojunge aus Peru (für Katja Ebstein), 1973, Text: Georg Buschor
- La Paloma, ade (für Mireille Mathieu, Bearbeitung), 1973, Text: Georg Buschor
- Das ist Rock and Roll Music (für Drafi Deutscher), 1974, Text: Drafi Deutscher
- Die Hälfte seines Lebens (für Katja Ebstein) 1974, Text: Georg Buschor
- Es war einmal ein Jäger (für Katja Ebstein), 1974, Text: Georg Buschor
- Little Darling Dana (für Drafi Deutscher), 1974, Text: Drafi Deutscher
- Selbst die Steine werden weinen (für Drafi Deutscher), 1974, Text: Drafi Deutscher
- Er ist ein Schatz (für Elfi Graf), 1975, Text: Georg Buschor
- Ich möcht’ der Knopf an deiner Bluse sein (für Bata Illic), 1976, Text: Günther Behrle
- In Petersburg ist Pferdemarkt (für Katja Ebstein), 1976, Text: Michael Kunze
- My, My, My (für Waterloo & Robinson), 1976, Text: gemeinsam mit Patti Unwin
- Mille Colombes/Gebt den Kindern eine Welt (für Mireille Mathieu, 1977, Dana Winner, 1995), Text: Michael Kunze / E. Marney
- Aus Böhmen kommt die Musik (für Gitti und Erika), 1978, Text: Robert Jung
- Heidi (für Gitti und Erika), 1978, Text: Andrea Wagner/Erika Bruhn
- Santa Maria (für Mireille Mathieu), 1978, Text: Günther Behrle
- Lass doch mal Dampf ab (für Gert Fröbe), 1980, Text: Fred Weyrich
- Für die Liebe meines Lebens (für Drafi Deutscher), 1996 Text: Drafi Deutscher
- Solange wir noch leben (für Drafi Deutscher), 1997, Text: Drafi Deutscher
- Sankt Elisabeth (für Angela Wiedl), 2006, Text: Rose Nabinger
- Liebe lässt sich nicht verbieten (für Donato Plögert & DIK), 2014, Text: Donato Plögert
- Knuddel doch mal mit (für Marie-Luise Nikuta & Donato Plögert), 2014, Text: Donato Plögert
- Sie suchen nach dem Morgen (für Five 4 Refugees), 2015, Text: Donato Plögert
- Wolkenkratzer (für Donato Plögert), 2015, Text: Donato Plögert
- Herzenbetrüger (für Alexa Tal), 2018, Text: Donato Plögert
- Please, vote for me (für Donato Plögert), 2023, Text: Donato Plögert
- Zu dir hab ich gleich Ja gesagt (für Donato Plögert & Alexa Tal), 2024, Text: Donato Plögert

### Musik für Film und Fernsehen
- 1961: Treibjagd auf ein Leben
- 1962: Die Post geht ab
- 1963: Apartment-Zauber
- 1963: Und wenn der ganze Schnee verbrennt
- 1963: Allotria in Zell am See
- 1964: Wenn man baden geht auf Teneriffa
- 1965: Die Banditen vom Rio Grande
- 1973: Kli-Kla-Klawitter
- 1974: Wickie (Titelmelodie)
- 1976: Marco
- 1977: Heidi
- 1978: Sindbad
- 1979: Die Rote Zora und ihre Bande
- 1979: Timm Thaler
- 1980: Captain Future
- 1981: Silas
- 1982: Manni, der Libero
- 1982: Jack Holborn
- 1983: Alice im Wunderland (Anime)
- 1983: Nesthäkchen
- 1984: Patrik Pacard
- 1985: Oliver Maass
- 1986: Die Wicherts von nebenan
- 1987: Hans im Glück
- 1989: Wie gut, daß es Maria gibt
- 1994: Alle meine Töchter
- 1999: Ich liebe meine Familie, ehrlich

### Bühnenmusiken und Musicals
- Der Sturm (Shakespeare)
- Der Sängerkrieg der Heidehasen
- Florian auf der Wolke
- Wibbel
- Mein Freund Wickie
- Heidi kehrt heim
- Sterntaler
- Laura und Kieselstein
- Lysistrata

### Liederzyklen
- James’ Tierleben (zwölfteilige Sendung des Hessischen Rundfunks in den 1960ern, auf Gedichte von James Krüss, mit James Krüss, Suzanne Doucet und Hans Clarin)
- Heinrich-Heine-Lieder (gesungen von Katja Ebstein)
- Wilhelm-Busch-Zyklus (mit Ernst Hilbich)
- Der Rhein (Liedertexte: Georg Buschor, mit großem Orchester und Mireille Mathieu)
- Das Lied von der Elbe (Krüss)
- Helga Feddersen spricht und singt (Feddersen)[12]

## Auszeichnungen
- Goldene Stimmgabel (1987)
- Paul-Lincke-Ring (1993)
- Goldene Partitur des FKU (1995)
- Goldene Nadel der Dramatiker Union (1999)
- Richard Strauss Medaille der GEMA (1999)
- Verdienstmedaille des DMV (Deutscher Musikverleger-Verband) (1999)
- 2001: GEMA Ehrenring
- 2003: GEMA Ehrenmitglied
- 2004: Goldmedaille der CISAC Confédération Internationale des Sociétés d’Auteurs et Compositeurs
- 2019: smago! Award
- 2021: Bundesverdienstkreuz am Bande[13][14]
- 2023: Deutscher Musikautorenpreis für das Lebenswerk[15]
- 2024: Deutscher Filmmusikpreis: Ehrenpreis[16]

## Filme über Christian Bruhn
- Meine Welt ist die Musik – Der Komponist Christian Bruhn, Deutschland 2017, Regie: Marie Reich[17]

### Musikbeispiele
- Conny Froboess: Zwei kleine Italiener auf YouTube
- Drafi Deutscher: Marmor, Stein und Eisen bricht auf YouTube
- Gitti Götz & Erika Bruhn: Heidi (Extended Version) auf YouTube
- Orchester Christian Bruhn: Die Rote Zora auf YouTube
- Christian Bruhn: Captain Future (Main Theme) auf YouTube